# 艾莉森·史密斯 (射击运动员)
艾莉森·史密斯（英語：Alison Smith，？—），新西兰女子射击运动员。她曾代表新西兰参加1984年夏季残疾人奥林匹克运动会射击比赛，获得女子空气步枪铜牌。